# West Jefferson (Ohio)
West Jefferson é uma vila localizada no estado norte-americano de Ohio, no Condado de Madison.

## Demografia
Segundo o censo norte-americano de 2000, a sua população era de 4331 habitantes.
Em 2006, foi estimada uma população de 4272, um decréscimo de 59 (-1.4%).

## Geografia
De acordo com o United States Census Bureau tem uma área de
8,6 km², dos quais 8,6 km² cobertos por terra e 0,0 km² cobertos por água. West Jefferson localiza-se a aproximadamente 302 m acima do nível do mar.

## Localidades na vizinhança
O diagrama seguinte representa as localidades num raio de 16 km ao redor de West Jefferson.